# Cratere Anaxagoras

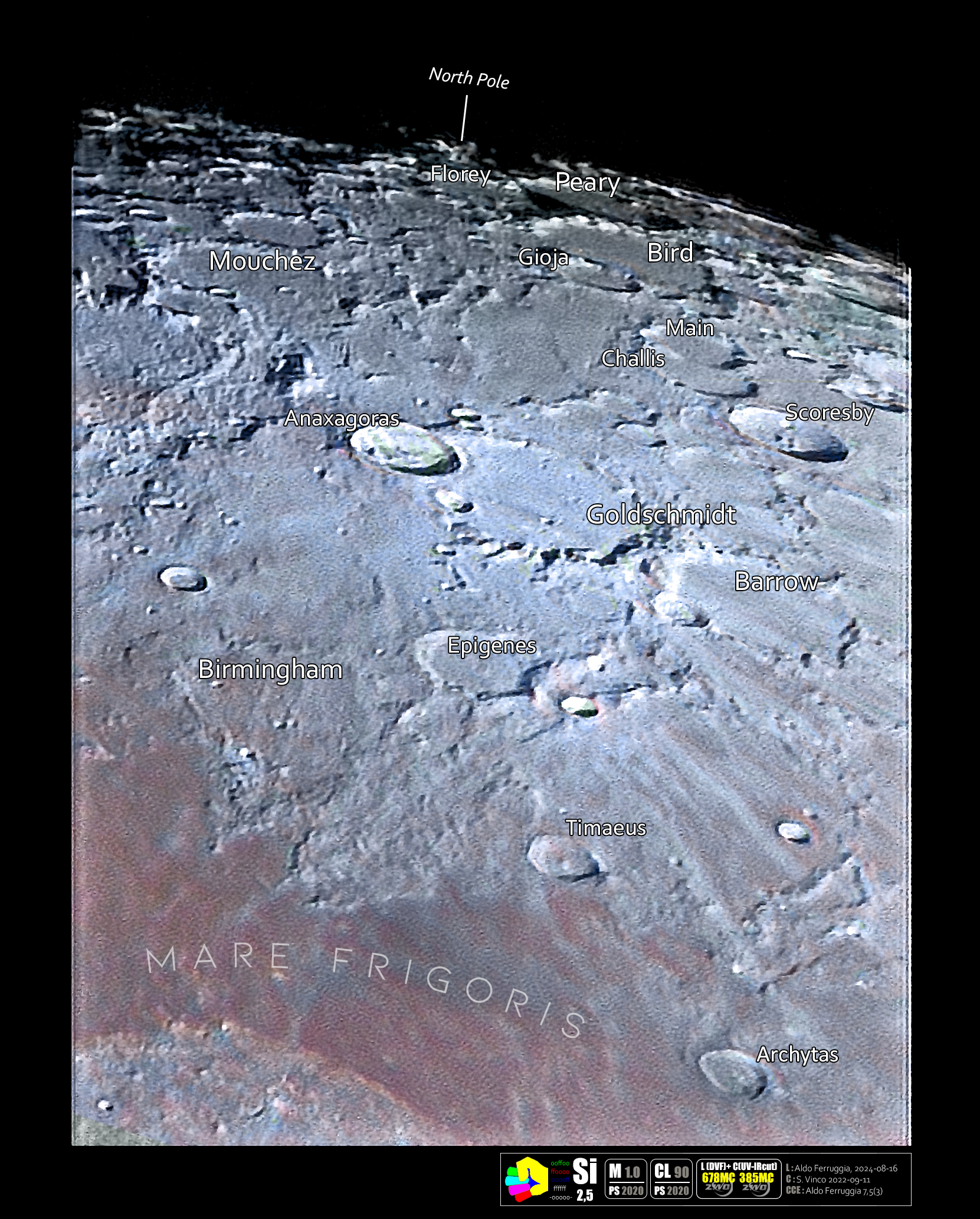
Immagine dell'area del cratere in formato Si. Vedi anche:

Anaxagoras è un cratere lunare di 51,9 km situato nella parte nord-occidentale della faccia visibile della Luna.
Il cratere è dedicato al filosofo greco Anassagora.

## Crateri correlati
Alcuni crateri minori situati in prossimità di Anaxagoras sono convenzionalmente identificati, sulle mappe lunari, attraverso una lettera associata al nome.
| Anaxagoras | Coordinate            | Diametro (in km) |
| ---------- | --------------------- | ---------------- |
| A          | 72°15′36″N 7°01′12″W  | 20,09            |
| B          | 70°21′00″N 11°21′36″W | 4,95             |